# Klaus Simon (Diplomat)
Klaus Simon (* 1. November 1916 in Delitzsch; † 26. Dezember 2002 in Bad Godesberg) war ein deutscher Diplomat, der unter anderem Botschafter in Dänemark und Finnland war.

## Leben
Nach dem Abitur studierte Simon Rechts- und Staatswissenschaften und schloss das Studium 1941 mit dem Ersten Juristischen Staatsexamen ab. Im Anschluss absolvierte er neben seinem Wehrdienst auch sein Rechtsreferendariat und wurde 1943 zum Assessor ernannt. Nach Entlassung aus der Kriegsgefangenschaft 1949 setzte er seinen juristischen Vorbereitungsdienst in Nordrhein-Westfalen fort. Am 1. September 1951 legte er an der Christian-Albrechts-Universität zu Kiel seine Promotion zum Dr. jur. mit einer Dissertation zum Thema Die Frage des Haftungsgrundes bei der Tierhalterhaftung ab. 1953 erfolgte die Ablegung des Zweiten Juristischen Staatsexamens in Düsseldorf und im Anschluss seine Ernennung zum Richter am Amtsgericht Siegburg.
Nach nur kurzer Tätigkeit als Richter wurde er im Oktober 1953 zum Persönlichen Referenten von Robert Tillmanns, einem Bundesminister für besondere Aufgaben, ernannt, der das Kabinett im Ältestenrat des Deutschen Bundestags. Nach dem Tode von Robert Tillmanns am 12. November 1955 wechselte Simon ins Bundesministerium des Innern und wurde dort schließlich Anfang 1958 Persönlicher Referent von Bundesinnenminister Gerhard Schröder. Nachdem Schröder 1961 Bundesaußenminister wurde, wurde Simon von diesem zum Leiter des Ministerbüros ernannt und Anfang 1965 zum Ministerialdirigenten befördert.
Mit der Ernennung von Willy Brandt zum Bundesaußenminister der Großen Koalition im Dezember 1966 gab Simon die Leitung des Ministerbüros ab und wurde als Nachfolger von Friedrich Buch Botschafter in Dänemark. Nach vierjähriger Tätigkeit folgte ihm dort 1970 Günther Scholl.
Nach einer zwischenzeitlichen erneuten Verwendung in der Zentrale des Auswärtigen Amtes in Bonn wurde er 1974 als Nachfolger von Detlev Scheel Botschafter in Finnland und behielt diese Funktion bis zu seiner Ablösung durch Fritz C. Menne 1979.
Auch nach seinem Eintritt in den Ruhestand hielt er Vorträge zu außenpolitischen Themen wie 1981 vor der Studentenverbindung Corps Rhenania Tübingen zum Thema Kekkonens Vermächtnis – Die Neutralitätspolitik Finnlands.

## Veröffentlichungen
- Die Frage des Haftungsgrundes bei der Tierhalterhaftung, Dissertation, Universität Kiel, 1951
- Robert Tillmanns : Eine Lebensleitung, Mitherausgeber Hermann Brügelmann, Stuttgart 1956